# Mortier de 58 mm T N°2
Le mortier de 58 mm (crapouillot) est une arme de siège française datant de la Première Guerre mondiale. Il fait partie de l'artillerie de tranchées.

## Histoire

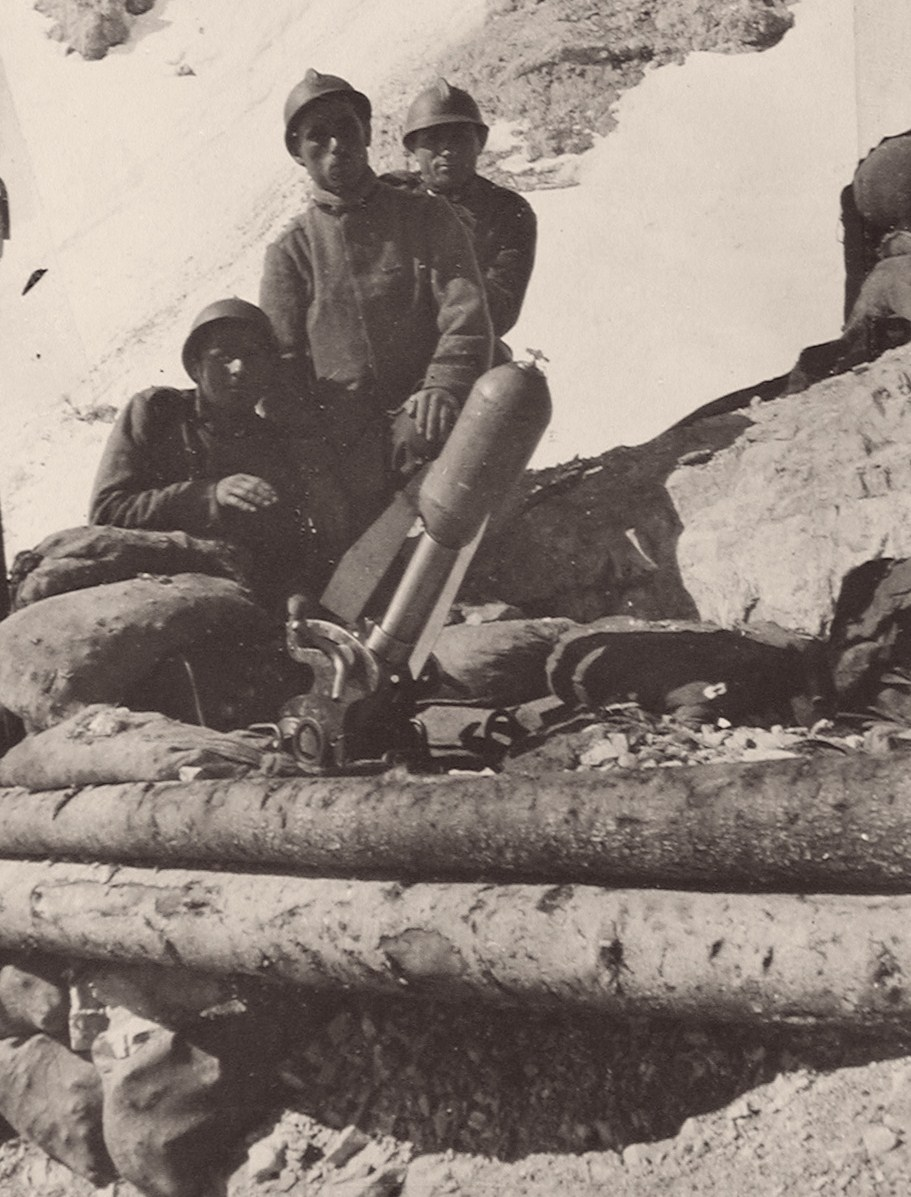
En usage par les italiens en 1917.

Dans les dernières semaines de 1914, le commandant du génie Duchêne (du 33e Corps appartenant à la X° Armée) propose de faire fabriquer un tube pouvant projeter à des distances plus ou moins importantes un projectile assez lourd. L'idée venue à la connaissance du maréchal Joseph Joffre, le commandant Duchêne est dirigé sur l'école de pyrotechnie de Bourges pour développer le système. Celui-ci est testé en novembre de cette même année avec un obus en fonte de 120 mm équipé d'ailettes. Amélioré et pourvu d'une bombe de 16 kg, le système imaginé par Duchêne donne naissance au mortier de 58 mm, et sera utilisé dès janvier 1915 après des essais opérationnels concluants.